# لسنویه (باشقیرستان)
لسنویه (انگلیسی: Lesnoye, Republic of Bashkortostan) یک شهرک در شهرستان ایشیمبایسکی استان باشقیرستان کشور روسیه است.